# 前橋市立山王小学校
前橋市立山王小学校（まえばししりつ さんのうしょうがっこう）は、群馬県前橋市にある前橋市立小学校。

## 概要
俳句の教育が盛んであり、上毛新聞の多数の投稿がある。

## 沿革
- 1979年（昭和54年）4月1日 前橋市立山王小学校が創立する。[1]
- 1979年（昭和54年）6月24日 校歌を制定する。
- 1979年（昭和54年）7月30日 プールが完成する。
- 1979年（昭和54年）11月20日 校舎の落成式が行われる。
- 1979年（昭和54年）12月15日 のびゆく童の像の建立式が行われる。
- 1983年（昭和58年）12月13日 「山王まつり」が開催される。
- 1990年（平成2年）10月 百葉箱を新設する。
- 1995年（平成7年）5月 図書室の改修が行われる。
- 2005年（平成17年）5月 校内LANの工事、全教室に扇風機が設置される。
- 2006年（平成18年）3月 第二理科室と図書室を普通教室に改装する。
- 2008年（平成20年）9月 バリアフリー対応のトイレに改修する。
- 2008年（平成20年）12月 障害者用エレベーターを設置する。
- 2011年（平成23年）6月 各教室にエアコンを設置する。
- 2012年（平成24年）10月1日 体育館の耐震工事が終了し、引き渡しが行われる。

## 学区
- 山王町[2]
- 山王町一丁目
- 山王町二丁目
- 西善町
- 中内町
- 東善町
- 駒形町の一部
- 下大島町の一部

## 学校教育目標
学校教育目標は「「生きる力」を身に付け、未来を創造する子供の育成」である。

### 求める児童像
- めあてをもって　伸びゆく子（自主・自立）
- 優しい心を　はぐくむ子（豊かな心）
- 確かな学びを　深める子（主体的な学び）
- 健康な体を　つくる子（健康・体力）